# Sigurd Jørgensen
 Sigurd Gersdorf Jørgensen (Bergen, 15 de desembre de 1887 – Bergen, 14 de desembre de 1929) va ser un gimnasta artístic noruec que va competir a començaments del segle xx.
El 1912 va prendre part en els Jocs Olímpics d'Estocolm, on va guanyar la medalla d'or en el concurs per equips, sistema lliure del programa de gimnàstica.